# Данијел Варга
Данијел Варга (мађ. Varga Dániel; Будимпешта, Мађарска, 25. септембар 1983) је мађарски ватерполиста. Тренутно наступа за ВК Вашаш.